# 2016–2017-es német labdarúgókupa
A 2016–2017-es német labdarúgókupa a 74. kiírása az évente megrendezett országos kupának, 2016. augusztus 19-én kezdődött és 2017. május 27-én ért véget a berlini Olimpiai Stadionban rendezett döntővel, ahol a Borussia Dortmund 2–1 arányban legyőzte az Eintracht Frankfurt csapatát. A tornára 64 csapat kvalifikálta magát: a német első osztály (Bundesliga) és a másodosztály (2. Bundesliga) összes csapata (a 2015/16-os idény alapján), a harmadosztály (3. liga) első négy helyezettje (a 2015/16-os idény vége alapján) és tartományi kupák (Verbandspokal) győztesei/döntősei.

A kupa győztese jogosult indulni a következő évi Európa-ligában szezonban.

## Csapatok
A tornán 64 csapat indult. Kvalifikciót az előző (2015-2016-os) szezon eredményei alapján lehetett szerezni. A kupán a német első és másodosztály 18-18 csapata, a harmadosztály első négy helyezettje, valamint a regionális szövetségek 24 képviselője vesz részt. A tartományi kupákból a 21 kupagyőztes jut ba, valamint a három legnagyobb regionális szövetség (Bajorország, Alsó-Szászország és Vesztfália) még egy-egy helyet kap.
| Bundesliga A 2015–16-os szezon 18 csapata | 2. Bundesliga A 2015–16-os szezon 18 csapata | 3. Liga A 2016–16-os szezon 4 legjobb csapata |
| - FC Augsburg - Bayer Leverkusen - FC Bayern München - Borussia Dortmund - Borussia Mönchengladbach - Darmstadt 98 - Eintracht Frankfurt - Hamburger SV - Hannover 96 - Hertha BSC - 1899 Hoffenheim - FC Ingolstadt - 1. FC Köln - Mainz 05 - Schalke 04 - VfB Stuttgart - Werder Bremen - VfL Wolfsburg | - Arminia Bielefeld - VfL Bochum - Eintracht Braunschweig - MSV Duisburg - Fortuna Düsseldorf - FSV Frankfurt - SC Freiburg - Greuther Fürth - 1. FC Heidenheim - 1. FC Kaiserslautern - Karlsruher SC - RB Leipzig - 1860 Munich - 1. FC Nürnberg - SC Paderborn - SV Sandhausen - FC St. Pauli - Union Berlin | - Dynamo Dresden - Erzgebirge Aue - Würzburger Kickers - 1. FC Magdeburg |
| A Regionális kupák képviselői 24 képviselő a 21 régióból | | |
| - Alsó-Rajna Rot-Weiß Essen (IV) - Alsó-Szászország SV Drochtersen/Assel (IV) Germania Egestorf/Langreder (IV) - Baden Astoria Walldorf (IV) - Bajorország SpVgg Unterhaching (IV) Jahn Regensburg (III) - Berlin BFC Preussen (VI) - Brandenburg SV Badelsberg (IV) - Bréma Bremer SV (V)                | - Dél-Baden FC 08 Willingen (VI) - Délnyugat SC Hauenstein (V) - Hamburg Eintracht Norderstedt (IV) - Hessen Kickers Offenbach (IV) - Közép-Rajna Viktoria Köln (IV) - Mecklenburg-Elő-Pomeránia Hansa Rostock (III) - Rajna-vidék Eintracht Trier (IV)                                                         | - Saarland FC Homburg (IV) - Schleswig-Holstein VfL Lübeck (IV) - Szászország FSV Zwickau (III) - Szász-Anhalt Hallescher FC (III) - Thüringia Carl Zeiss Jena (IV) - Vesztfália SG Wattenscheid (IV) Sportfreunde Lotte (III) - Württemberg FV Ravensburg (V) |
| . Liga: III = 3. Liga • IV = Regionális liga • V = Ötöd osztály VI = Hatod osztály | | |

## Mérkőzések

### Első forduló
| 2016. augusztus 19.                     |     |                              |                          |             |
| VfB Lübeck (IV.)                        | 0-3 | FC St. Pauli (II.)           |                          | jegyzőkönyv |
| FV Ravensburg (V.)                      | 0-2 | FC Augsburg                  |                          | jegyzőkönyv |
| FC Carl Zeiss Jena (IV.)                | 0-5 | FC Bayern München            |                          | jegyzőkönyv |
| 2016. augusztus 20.                     |     |                              |                          |             |
| SV Drochtersen/Assel (IV.)              | 0-1 | Borussia Mönchengladbach     |                          | jegyzőkönyv |
| Würzburger Kickers (II.)                | 1-0 | Eintracht Braunschweig (II.) | hosszabbítás után        | jegyzőkönyv |
| SV Babelsberg 03 (IV.)                  | 0-4 | SC Freiburg                  |                          | jegyzőkönyv |
| FC Viktoria Köln (IV.)                  | 1-1 | 1. FC Nürnberg (II.)         | tizenegyeslövés után 5-6 | jegyzőkönyv |
| Rot-Weiß Essen (IV.)                    | 2-2 | Arminia Bielefeld (II.)      | tizenegyeslövés után 4-5 | jegyzőkönyv |
| FC 08 Villingen (VI.)                   | 1-4 | FC Schalke 04                |                          | jegyzőkönyv |
| SG Dynamo Dresden (II.)                 | 2-2 | RB Leipzig                   | tizenegyeslövés után 5-4 | jegyzőkönyv |
| BFC Preussen (VI.)                      | 0-7 | 1. FC Köln                   |                          | jegyzőkönyv |
| Hallescher FC (III.)                    | 4-3 | 1. FC Kaiserslautern (II.)   | hosszabbítás után        | jegyzőkönyv |
| TSV 1860 München (II.)                  | 2-1 | Karlsruher SC (II.)          |                          | jegyzőkönyv |
| FC Hansa Rostock (III.)                 | 0-3 | Fortuna Düsseldorf (II.)     |                          | jegyzőkönyv |
| FC 08 Homburg (IV.)                     | 0-3 | VfB Stuttgart (II.)          |                          | jegyzőkönyv |
| FSV Frankfurt (III.)                    | 1-2 | VfL Wolfsburg                |                          | jegyzőkönyv |
| 2016. augusztus 21.                     |     |                              |                          |             |
| Sportfreunde Lotte (III.)               | 2-1 | SV Werder Bremen             |                          | jegyzőkönyv |
| MSV Duisburg (III.)                     | 1-2 | 1. FC Union Berlin (II.)     | hosszabbítás után        | jegyzőkönyv |
| Eintracht Norderstedt (IV.)             | 1-4 | SpVgg Greuther Fürth (II.)   |                          | jegyzőkönyv |
| FC Astoria Walldorf (IV.)               | 4-3 | VfL Bochum (II.)             | hosszabbítás után        | jegyzőkönyv |
| 1. FC Magdeburg (III.)                  | 1-1 | Eintracht Frankfurt          | tizenegyeslövés után 3-4 | jegyzőkönyv |
| SpVgg Unterhaching (IV.)                | 3-3 | 1. FSV Mainz 05              | tizenegyeslövés után 2-4 | jegyzőkönyv |
| 1. FC Germania Egestorf/Langreder (IV.) | 0-6 | TSG 1899 Hoffenheim          |                          | jegyzőkönyv |
| SC Hauenstein (V.)                      | 1-2 | Bayer 04 Leverkusen          |                          | jegyzőkönyv |
| Bremer SV (V.)                          | 0-7 | SV Darmstadt 98              |                          | jegyzőkönyv |
| SG Wattenscheid 09 (IV.)                | 1-2 | 1. FC Heidenheim (II.)       |                          | jegyzőkönyv |
| SSV Jahn Regensburg (III.)              | 1-1 | Hertha BSC                   | tizenegyeslövés után 3-5 | jegyzőkönyv |
| FC Erzgebirge Aue (II.)                 | 0-0 | FC Ingolstadt 04             | tizenegyeslövés után 7-8 | jegyzőkönyv |
| 2016. augusztus 22.                     |     |                              |                          |             |
| Kickers Offenbach (IV.)                 | 2-3 | Hannover 96 (II.)            | hosszabbítás után        | jegyzőkönyv |
| FSV Zwickau (III.)                      | 0-1 | Hamburger SV                 |                          | jegyzőkönyv |
| SC Paderborn 07 (III.)                  | 1-2 | SV Sandhausen (II.)          |                          | jegyzőkönyv |
| SV Eintracht Trier 05 (IV.)             | 0-3 | Borussia Dortmund            |                          | jegyzőkönyv |

### Második forduló
| 2016. október 25.          |     |                          |                          |             |
| SG Dynamo Dresden (II.)    | 0-1 | Arminia Bielefeld (II.)  |                          | jegyzőkönyv |
| Sportfreunde Lotte (III.)  | 1-2 | Bayer Leverkusen         | tizenegyeslövés után 4-3 | jegyzőkönyv |
| Würzburger Kickers (II.)   | 0-0 | TSV 1860 München (II.)   | tizenegyeslövés után 3-4 | jegyzőkönyv |
| SC Freiburg                | 3-3 | SV Sandhausen (II.)      | tizenegyeslövés után 3-4 | jegyzőkönyv |
| Hallescher FC (III.)       | 0-4 | Hamburger SV             |                          | jegyzőkönyv |
| Eintracht Frankfurt        | 0-0 | FC Ingolstadt 04         | tizenegyeslövés után 4-1 | jegyzőkönyv |
| Borussia Mönchengladbach   | 2-0 | VfB Stuttgart (II.)      |                          | jegyzőkönyv |
| FC St. Pauli (II.)         | 0-2 | Hertha BSC               |                          | jegyzőkönyv |
| 2015. október 28.          |     |                          |                          |             |
| FC Astoria Walldorf (IV.)  | 1-0 | SV Darmstadt 98          |                          | jegyzőkönyv |
| Hannover 96 (II.)          | 6-1 | Fortuna Düsseldorf (II.) |                          | jegyzőkönyv |
| 1. FC Heidenheim (II.)     | 0-1 | VfL Wolfsburg            |                          | jegyzőkönyv |
| SpVgg Greuther Fürth (II.) | 2-1 | 1. FSV Mainz 05          |                          | jegyzőkönyv |
| 1. FC Nürnberg (II.)       | 2-3 | FC Schalke 04            |                          | jegyzőkönyv |
| 1. FC Köln                 | 2-1 | TSG 1899 Hoffenheim      | hosszabbítás után        | jegyzőkönyv |
| FC Bayern München          | 3-1 | FC Augsburg              |                          | jegyzőkönyv |
| Borussia Dortmund          | 1-1 | 1. FC Union Berlin (II.) | tizenegyeslövés után 3-0 | jegyzőkönyv |

### Nyolcaddöntő
| 2017. február 7. 18:30 (CEST) |

| Hamburger SV     | 2-0               | 1. FC Köln |
| ---------------- | ----------------- | ---------- |
| Jung 5' Wood 76' | (1-0) Jegyzőkönyv |            |

| Volksparkstadion, Hamburg Nézőszám: 45 143 Játékvezető: Günter Perl (német) |

| 2017. február 7. 18:30 (CEST) |

| FC Astoria Walldorf                    | 1-1 (h. u.)                 | Arminia Bielefeld                           |
| -------------------------------------- | --------------------------- | ------------------------------------------- |
| Carl 78'                               | (0-0, 1-1, 1-1) Jegyzőkönyv | Schütz 52'                                  |
| Büntetőpárbaj                          |                             |                                             |
| Kern Carl Haas Groß Stadtler Kiermeier | 4-5                         | Klos Junglas Schütz Voglsammer Nöthe Salger |

| FC-Astoria Stadion, Walldorf Nézőszám: 4 000 Játékvezető: Sven Jablonski (német) |

| 2017. február 7. 20:45 (CEST) |

| FC Bayern München | 1-0               | VfL Wolfsburg |
| ----------------- | ----------------- | ------------- |
| Douglas Costa 18' | (1-0) Jegyzőkönyv |               |

| Allianz Arena, München Nézőszám: 73 500 Játékvezető: Dr. Jochen Drees (német) |

| 2017. február 7. 20:45 (CEST) |

| SpVgg Greuther Fürth | 0-2               | Borussia Mönchengladbach        |
| -------------------- | ----------------- | ------------------------------- |
|                      | (0-2) Jegyzőkönyv | Wendt 12' Hazard 36' (11-esből) |

| Sportpark Ronhof Thomas Sommer, Fürth Nézőszám: 12 336 Játékvezető: Bastian Dankert (német) |

| 2017. február 8. 18:30 (CEST) |

| Sportfreude Lotte          | 2-0               | TSV 1860 München |
| -------------------------- | ----------------- | ---------------- |
| Lindner 28' Freiberger 58' | (1-0) Jegyzőkönyv |                  |

| FRIMO Stadion, Lotte Nézőszám: 10 059 Játékvezető: Christian Dingert (német) |

| 2017. február 8. 18:30 (CEST) |

| SV Sandhausen | 1-4               | FC Schalke 04                                        |
| ------------- | ----------------- | ---------------------------------------------------- |
| Wooten 64'    | (0-3) Jegyzőkönyv | Schöpf 38' Caligiuri 43' Naldo 45+1' Konopljanka 71' |

| Hardtwaldstadion, Sandhausen Nézőszám: 14 500 Játékvezető: Benjamin Brand (német) |

| 2017. február 8. 20:45 (CEST) |

| Borussia Dortmund                 | 1-1 (h. u.)                 | Hertha BSC                                |
| --------------------------------- | --------------------------- | ----------------------------------------- |
| Reus 47'                          | (0-1, 1-1, 1-1) Jegyzőkönyv | Kalou 27'                                 |
| Büntetőpárbaj                     |                             |                                           |
| Dembélé Pulisic Aubameyang Castro | 3-2                         | Lustenberger Darida Esswein Allagui Kalou |

| Signal Iduna Park, Dortmund Nézőszám: 80 500 Játékvezető: Deniz Aytekin (német) |

| 2017. február 8. 20:45 (CEST) |

| Hannover 96 | 1-2               | Eintracht Frankfurt       |
| ----------- | ----------------- | ------------------------- |
| Harnik 57'  | (0-0) Jegyzőkönyv | Tawatha 62' Seferović 66' |

| HDI-Arena, Hannover Nézőszám: 31 000 Játékvezető: Dr. Robert Kampka (német) |

### Negyeddöntő
| 2017. február 28. 18:30 (CEST) |

| Eintracht Frankfurt | 1-0               | Arminia Bielefeld |
| ------------------- | ----------------- | ----------------- |
| Blum 6'             | (1-0) Jegyzőkönyv |                   |

| Commerzbank-Arena, Frankfurt am Main Nézőszám: 39 000 Játékvezető: Felix Zwayer (német) |

| 2017. március 1. 18:30 (CEST) |

| Hamburger SV | 1-2               | Borussia Mönchengladbach                     |
| ------------ | ----------------- | -------------------------------------------- |
| Wood 90+2'   | (0-0) Jegyzőkönyv | Stindl 53' (11-esből) Raffael 61' (11-esből) |

| Volksparkstadion, Hamburg Nézőszám: 54 249 Játékvezető: Marco Fritz (német) |

| 2017. március 1. 20:45 (CEST) |

| FC Bayern München             | 3-0               | FC Schalke 04 |
| ----------------------------- | ----------------- | ------------- |
| Lewandowski 3' 29' Thiago 16' | (3-0) Jegyzőkönyv |               |

| Allianz Arena, München Nézőszám: 70 000 Játékvezető: Daniel Siebert (német) |

| 2017. március 14. 18:30 (CEST) |

| Sportfreude Lotte | 0-3               | Borussia Dortmund                             |
| ----------------- | ----------------- | --------------------------------------------- |
|                   | (0-0) Jegyzőkönyv | Pulisic 57' Schürrle 66' Marcel Schmelzer 83' |

| Stadion an der Bremer Brücke, Osnabrück Nézőszám: 15 780 Játékvezető: Felix Brych (német) |

### Elődöntő
| 2017. április 25. 20:45 (CEST) |

| Borussia Mönchengladbach                                      | 1-1 (h. u.)                 | Eintracht Frankfurt                                          |
| ------------------------------------------------------------- | --------------------------- | ------------------------------------------------------------ |
| Hofmann 45+2'                                                 | (1-1, 1-1, 1-1) Jegyzőkönyv | Tawantha 15'                                                 |
| Büntetőpárbaj                                                 |                             |                                                              |
| Stindl Herrmann Hahn Strobl Bénes Vestergaard Christensen Sow | 6-7                         | Oczipka Hector Gaćinović Fabián Russ Seferović Varela Hrgota |

| BORUSSIA-PARK, Mönchengladbach Nézőszám: 54 014 Játékvezető: Deniz Aytekin (német) |

| 2017. április 26. 20:45 (CEST) |

| FC Bayern München             | 2-3               | Borussia Dortmund                   |
| ----------------------------- | ----------------- | ----------------------------------- |
| Javi Martínez 28' Hummels 41' | (2-1) Jegyzőkönyv | Reus 19' Aubameyang 69' Dembélé 74' |

| Allianz Arena, München Nézőszám: 75 000 Játékvezető: Manuel Gräfe (német) |

### Döntő
| 2017. május 27. 20:00 (CEST) |

| Eintracht Frankfurt | 1–2               | Borussia Dortmund                       |
| ------------------- | ----------------- | --------------------------------------- |
| Rebić 29'           | (1–1) Jegyzőkönyv | O. Dembélé 8' Aubameyang 67' (11-esből) |

| Olimpiai Stadion, Berlin Nézőszám: 74,322 Játékvezető: Deniz Aytekin (német) |

| Eintracht Frankfurt | Borussia Dortmund |

| EINTRACHT FRANKFURT: |    |                       |     |     |
|                      |    |                       |     |     |
| GK                   | 1  | Lukas Hradecky        | 66' |     |
| CB                   | 15 | Michael Hector        |     |     |
| CB                   | 19 | David Abraham         | 69' |     |
| CB                   | 5  | Jesús Vallejo         |     |     |
| RM                   | 22 | Timothy Chandler (cs) |     | 72' |
| CM                   | 25 | Slobodan Medojević    |     | 56' |
| CM                   | 11 | Mijat Gaćinović       | 38' |     |
| LM                   | 6  | Bastian Oczipka       |     |     |
| RW                   | 10 | Marco Fabián          |     | 79' |
| LW                   | 17 | Ante Rebić            | 87' |     |
| CF                   | 9  | Haris Seferović       |     |     |
| Cserék:              |    |                       |     |     |
| GK                   | 13 | Heinz Lindner         |     |     |
| DF                   | 4  | Marco Russ            |     |     |
| DF                   | 33 | Taleb Tawatha         |     | 56' |
| MF                   | 28 | Aymen Barkok          |     |     |
| FW                   | 7  | Danny Blum            |     | 79' |
| FW                   | 14 | Alexander Meier       |     | 72' |
| FW                   | 31 | Branimir Hrgota       |     |     |
| Edző:                |    |                       |     |     |
| Niko Kovač           |    |                       |     |     |

| BORUSSIA DORTMUND: |    |                              |       |     |
|                    |    |                              |       |     |
| GK                 | 38 | Roman Bürki                  |       |     |
| CB                 | 5  | Marc Bartra                  |       | 76' |
| CB                 | 25 | Szokrátisz Papasztathópulosz |       |     |
| CB                 | 29 | Marcel Schmelzer (cs)        |       | 46' |
| DM                 | 28 | Matthias Ginter              |       |     |
| RM                 | 26 | Łukasz Piszczek              |       |     |
| CM                 | 7  | Ousmane Dembélé              | 90+4' |     |
| CM                 | 23 | Kagawa Sindzsi               |       |     |
| LM                 | 13 | Raphaël Guerreiro            |       |     |
| CF                 | 17 | Pierre-Emerick Aubameyang    |       |     |
| CF                 | 11 | Marco Reus                   |       | 46' |
| Cserék:            |    |                              |       |     |
| GK                 | 1  | Roman Weidenfeller           |       |     |
| DF                 | 6  | Sven Bender                  |       |     |
| DF                 | 37 | Erik Durm                    |       | 76' |
| MF                 | 18 | Sebastian Rode               |       |     |
| MF                 | 21 | André Schürrle               |       |     |
| MF                 | 22 | Christian Pulisic            |       | 46' |
| MF                 | 27 | Gonzalo Castro               |       | 46' |
| Edző:              |    |                              |       |     |
| Thomas Tuchel      |    |                              |       |     |

| A meccs embere: Ousmane Dembélé (Borussia Dortmund) Játékvezető Deniz Aytekin (német) Asszisztensek: Christian Dietz (német) Eduard Beitinger (német) Negyedik játékvezető: Benjamin Brand (német) |

| A 2016–2017-es Német labdarúgókupa győztese: |                        |
| BORUSSIA DORTMUND 4. cím                     |                        |
| ← 2015-2016-os DFB-Pokal                     | 2017-18-as DFB-Pokal → |

## Lásd még
- Bundesliga 2016-2017